# Ciferný součet
Ciferný součet je pojem z oblasti aritmetiky. Ciferným součtem daného čísla v dané číselné soustavě rozumíme součet všech cifer (číslic) v jeho zápisu v této číselné soustavě. O ciferném součtu v desítkové soustavě se často hovoří pouze jako o ciferném součtu.

## Příklad
Máme číslo {\displaystyle 12345} (zapsané v desítkové soustavě). Jeho ciferný součet (v desítkové soustavě) získáme takto:
{\displaystyle 1+2+3+4+5=15}

## Vzorec
Ciferný součet přirozeného čísla {\displaystyle n} v soustavě o základu {\displaystyle p} je roven
{\displaystyle \sum _{i=0}^{N}{\frac {1}{p^{i}}}\left(n\,{\bmod {\,}}p^{i+1}-n\,{\bmod {\,}}p^{i}\right)}, kde {\displaystyle N=\left\lfloor {\frac {\log n}{\log p}}\right\rfloor =\left\lfloor \log _{p}n\right\rfloor }

## Použití

### Ověření dělitelnosti
Pomocí ciferného součtu (v desítkové soustavě) lze snadno ověřit, zda je dané číslo dělitelné {\displaystyle 3} či {\displaystyle 9}. Platí totiž následující tvrzení:
Číslo je dělitelné {\displaystyle 3} resp. {\displaystyle 9}, právě když je jeho ciferný součet (v desítkové soustavě) dělitelný {\displaystyle 3} resp. {\displaystyle 9}.
Tedy například číslo {\displaystyle 87522} je dělitelné {\displaystyle 3}, ale ne {\displaystyle 9} (ciferný součet je {\displaystyle 24}). Číslo {\displaystyle 132507} je dělitelné i {\displaystyle 9} (ciferný součet je {\displaystyle 18}).
Pro jinou soustavu než desítkovou takové tvrzení ovšem neplatí: například číslo {\displaystyle 6} zapsáno v pětkové soustavě je {\displaystyle 11}, tedy ciferný součet je {\displaystyle 2}, ačkoli je toto číslo dělitelné {\displaystyle 3}.
Platí však zobecnění, že v n-ární soustavě je číslo dělitelné (n-1), právě když jeho ciferný součet v této soustavě je dělitelný (n-1): např. číslo {\displaystyle 8} zapsáno v pětkové soustavě je {\displaystyle 13}, tedy ciferný součet je {\displaystyle 4}, tedy číslo dělitelné {\displaystyle 4}.

### Jiné algoritmy
Ciferný součet se používá v mnoha metodách ověřování číselné informace pomocí kontrolního součtu nebo kontrolní číslice. Příklad aplikace: stanovení ciferného součtu je jedním z kroků při určení kontrolní cifry evidenčního čísla železničního vozidla.
Ciferný součet je základní operací pro stanovení ciferace, používané v matematice i některých pseudovědeckých disciplínách (numerologie).